# Luigi Manini

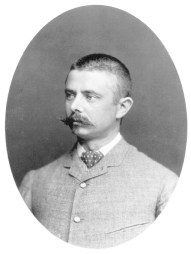
Luigi Manini

Luigi Manini (Crema, 8 maart 1848 - Brescia, 29 juni 1936) was een Italiaans architect en decorontwerper.

## Leven en werk
Manini trok vanuit zijn geboortestad Crema naar het naburige Milaan om er lessen te volgen aan de Accademia di Belle Arti di Brera. Onder de leiding van zijn leermeester, de bekende scenograaf Carlo Ferrario, werkte hij in 1874 aan het Teatro alla Scala. Zijn opgedane scenografische ervaring bracht hem in 1879 in Lissabon waar hij werk vond aan het Teatro Real de São Carlos.
In de omgeving van Sintra bouwde hij een aantal weelderige landgoederen.
In 1912 keerde Manini terug naar zijn vaderland waar hij in Brescia overleed in 1936.

## Belangrijkste verwezenlijkingen
- het Palácio Hotel do Buçaco (1888-1907), de laatst gebouwde Portugese koninklijke residentie voor koning Karel I van Portugal. Het paleis bevindt zich ten noorden van Coimbra. Later werd het gebouw als een luxueus hotel ingericht.
- het chalet Biester in Sintra
- de Vila Sassetti in Sintra
- paleis en tuinen van de Quinta da Regaleira (1904-1910) in Sintra, ontworpen voor de zonderlinge en steenrijke Braziliaanse handelaar Antonio Carvalho Monteiro dos Milhoes
- decoraties en decors voor het Teatro Municipal Baltazar Dias in Funchal
- decorontwerpen voor verscheidene opera's als Aida, Lohengrin en Otello

- Bibliothèque nationale de France: cb156040763 (data)
- Gemeinsame Normdatei: 133382079
- International Standard Name Identifier: 0000 0000 8133 6382
- Library of Congress Control Number: no2007129817
- Istituto Centrale per il Catalogo Unico: CFIV237391
- Système universitaire de documentation: 121311589
- Union List of Artist Names: 500075419
- Virtual International Authority File: 54470293
- WorldCat: E39PBJwhtVjdR4pQCrwMJKFYfq